# Ingrid Olausson

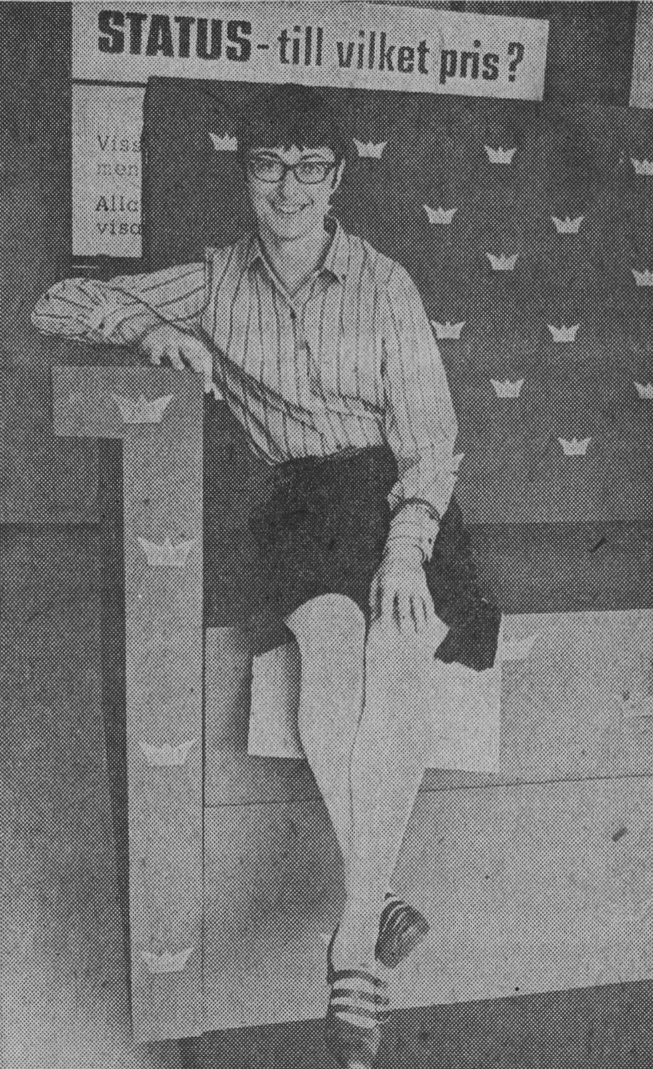
Ingrid Olausson

Ingrid Olausson, ogift Eklund, född 9 december 1934 i Hedvig Eleonora församling i Stockholm, död 21 mars 2024, var en svensk inredningsarkitekt och författare. 

## Biografi
Olausson avlade studentexamen 1953 och utexaminerades från Slöjdföreningens skola i Göteborg 1958. Hon var anställd på olika arkitektkontor 1958–1967, chef för Svenska slöjdföreningens utställningsverksamhet i Stockholm 1967–1969, journalist på Dagens Nyheter 1969–1970, Allt i hemmet 1970–1977, Svenska Dagbladet 1977–1994 och verkställande direktör för Förlagshuset Hagaberg AB 1983–1989. Hon startade Föreningen Nytänkarna och Nätverket för god journalistik.

### Familj
Ingrid Olausson var dotter till läkaren Nils Nielsen och Märta Jansson (omgift Eklund och Brelén) samt halvsyster till Karin Liungman. Hon ingick 1954 äktenskap med Rune Olausson.